# Osborns Stumpfkrokodil
Osborns Stumpfkrokodil (Osteolaemus osborni), auch Kongo-Stumpfkrokodil genannt, ist ein Vertreter aus der Familie der Echten Krokodile aus dem zentralafrikanischen Kongobecken.

## Merkmale
Äußerlich unterscheidet sich Osborns Stumpfkrokodil kaum vom (gewöhnlichen) Stumpfkrokodil; es hat jedoch eine schmalere und mehr abgeflachte Schnauze. Morphologisch vermittelt Osborns Stumpfkrokodil zwischen dem (gewöhnlichen) Stumpfkrokodil und der Gattung Crocodylus. Wie den Krokodilen der Gattung Crocodylus fehlt Osborns Stumpfkrokodil eine knöcherne Nasenscheidewand. Die Beschuppung im hinteren Teils des Schädels entspricht der des (gewöhnlichen) Stumpfkrokodils. Weitere Gemeinsamkeiten sind eine große, zweigeteilte Knochenplatte im oberen Augenlid, die Anzahl der Zähne in Ober- und Unterkiefer (17-17)/(15-15) und ein schmales Gaumenbein, dessen Seiten parallel zueinander sind und das sich nicht weiter nach vorne erstreckt als das Gaumenfenster. Die Bauchschilde  sind nicht durch Osteoderme verstärkt. Der vierter Unterkieferzahn passt, bei geschlossenem Maul, in eine Kerbe im Oberkiefer.

## Systematik
Osborns Stumpfkrokodil wurde 1919 durch den US-amerikanischen Herpetologen Karl Patterson Schmidt als Osteoblepharon osborni erstmals wissenschaftlich beschrieben und zu Ehren des US-amerikanischen Paläontologen Henry Fairfield Osborn benannt. 1948 wurde Osborns Stumpfkrokodil mit dem Stumpfkrokodil (Osteolaemus tetraspis) synonymisiert. 2007 bemerkte Brochu bei der Beschreibung eines ausgestorbenen Krokodils von Madagaskar (Voay robustus) und dessen Vergleich mit rezenten Krokodilen, dass sich Osteolaemus tetraspis und Osteoblepharon osborni in vier Schädelmerkmalen unterscheiden, und setzte Osborns Stumpfkrokodil unter der Bezeichnung Osteolaemus osborni wieder als valide Art ein. Bei einer Untersuchung auf molekularbiologischer Basis im Jahr 2009 stellte sich heraus, dass die Gattung Osteolaemus aus drei eigenständigen evolutionären Einheiten besteht. Die Bezeichnung Osteolaemus tetraspis soll nach dieser Untersuchung nur noch für die Population im Ogooué in Gabun gelten. Für Tiere aus dem Stromgebiet des Kongo gilt die wissenschaftliche Bezeichnung Osteolaemus osborni und die westafrikanischen Krokodile der Gattung Osteolaemus sollen eine weitere Art bilden, die bisher unbeschrieben ist.